# Hydroxyskořicové kyseliny
Hydroxyskořicové kyseliny jsou skupina aromatických karboxylových kyselin patřících mezi fenylpropanoidy. Jedná se o hydroxyderiváty kyseliny skořicové.
Ke kyselinám, které vznikají v rostlinách, a mohou se proto vyskytovat v potravinách, patří například:
- Kyselina α-kyan-4-hydroxyskořicová
- Kyselina kávová – vyskytuje se v lopuchu, hlohu, artyčoku, hruškách, bazalce, tymiánu, oreganu a jablcích
- Kyselina chlorogenová – v echinacee, jahodách, ananasu, kávě, slunečnici, borůvkách
- Diferulové kyseliny
- Kumarové kyseliny
- Kyselina ferulová (3-methoxy-4-hydroxyskořicová) – v ovsu, rýži, artyčoku, pomeranči, ananasu, jablku
- Kyselina sinapová (3,5-dimethoxy-4-hydroxyskořicová)

## Hydroxycinnamoylvinné kyseliny
- Kyselina kaftarová – ve vinných hroznech a vínu,[1] převážně jako trans izomer[2]
- Kyselina kutarová – ve vinných hroznech a vínu, trans i cis izomer[2]
- Kyselina fertarová – ve vinných hroznech a vínu, převážně trans izomer[2]